# Interestatal 880
La Interestatal 880 (abreviada I-880) es una autopista interestatal ubicada en el estado de California. La autopista inicia en el Sur desde la I 280  , SR 17   en San José hacia el Norte en la I 80  , I 580   en Oakland. La autopista tiene una longitud de 73.544 km (45.698 mi).

## Historia

### Terremoto de Loma Prieta de 1989
Una gran sección de dos niveles en Oakland, conocida el Cypress Street Viaduct, colapsó durante el terremoto de Loma Prieta de 1989, causando la muerte de 42 personas. Aquí se produjeron la mayor cantidad de perdidas humanas durante este terremoto. La reconstrucción que afectó la sección de la autopista tomó casi una década, debido al preocupaciones relacionados al impacto medioambiental, y el sentimiento de que la autopista dividía el bario y el diseño. La autopista reabrió en 1997, en una nueva ruta paralela a las vías ferroviarias en las afueras de West Oakland.
Aunque solamente alrededor de 5 km en longitud era lo dañado, la reparación y reemplazo costó $1.2 mil millones de dólares, por muchas razones: cruzaba sobre y bajo la línea elevada del BART hacia San Francisco; pasaba sobre una oficina postal, la estación West Oakland del BART, el Puerto de Oakland, un patio de maniobras, y una planta de tratamiento de aguas negras; ocupaba una nueva vía, por lo que se requería adquirir nuevos terrenos con un alto valor monetario debido a la industria cerca del Puerto de Oakland; y por supuesto por ser antiterremotos.
El antiguo recorrido donde yacía la Cypress Street, fue renombrada a Mandela Parkway, y donde estuvo la autopista se convirtió en un parque.

## Mantenimiento
Al igual que las carreteras estatales, las carreteras federales, la Interestatal 880 es administrada y mantenida por el Departamento de Transporte de California por sus siglas en inglés Caltrans.

## Cruces
La Interestatal 880 es atravesada principalmente por la  US 101  en San José
 SR 84  en Fremont
 SR 92  en Hayward
 Interestatal 238 en San Leandro
 Interestatal 980 en Oakland.